# O Monte Cinco
O Monte Cinco é um romance de Paulo Coelho publicado em 1996. O livro narra a trajetória do profeta Elias com alguns trechos fictícios.

## Enredo
No século IX antes de Cristo, Deus ordena ao profeta Elias que saia de Israel. Seu caminho o leva a Sarepta, uma pequena cidade no Líbano, onde se defronta com uma nova cultura e uma ameaça de invasão. Num mundo antigo conturbado por superstições, conflitos religiosos e tradições imutáveis, o jovem profeta é preso no turbilhão de acontecimentos que o terminam conduzindo a enfrentar-se com Deus. Baseado num pequeno trecho da Bíblia O Monte Cinco é a história de um homem frente às forças poderosas de seu tempo. Até que ponto podemos guiar nosso destino, e o que fazer quando o inevitável surge em nossas vidas? 
O profeta Elias enfrenta em toda a sua trajetória lutas constantes com Deus e com o próprio homem. Nunca desvaneceu em suas batalhas. Porém como um homem de fé sempre esperançoso no amanhã, ergue-se a cada dia, vencendo os obstáculos, acreditando que o Senhor guiando-o, levava-o a superar incansavelmente o mal que paira sobre a terra. Deus o encaminha, no século IX antes de Cristo, de Gileade à cidade de Sarepta (Akbar) em Sidon no Líbano. Após três anos e seis meses de intensa fome em Israel. Nesse ínterim, o Senhor prepara uma viúva que lá se encontra na companhia de seu único filho, para abrigá-lo. Determinado a castigar Israel com muitos anos de seca por causa de Jezabel (a grande princesa de Tiro) em ordenar a perseguição e morte dos profetas dessa terra por não adorar os deuses fenícios. Ao chegar em Akbar, pede água e pão a uma mulher (a viúva) que estranha o pedido por reconhecê-lo israelita. - “Mas a cidade não é rica?” - “Os pobres existem sempre, não importa o quanto sejam ricas as cidades.” O punhado de farinha da panela e o pouco do azeite da botija da viúva multiplicaram-se, pois o Senhor havia dito a Elias que a farinha não acabaria e o azeite não faltaria até que chovesse novamente sobre aquela terra. Elias passou a viver na casa da viúva, participando de tudo e politicamente dos problemas da cidade. O filho da viúva morre e passam a culpá-lo por essa desgraça. Exigiram que subisse o Monte Cinco, onde os sacerdotes faziam execuções sagradas e falavam com os deuses.
Acreditavam que Elias seria punido e tragado pelo fogo do céu. Subiu sob gritos e pedradas e um anjo do Senhor lhe aparece. Orientou-lhe que voltasse à cidade e solicitasse que o menino retornasse à vida. O Senhor o ouviria na terceira vez. Assim o fez, e o menino ressuscitou. A multidão que ali se encontrava passou a respeitá-lo. Elias e a viúva apaixonaram-se, mas jamais se tocaram. Ela morre na invasão dos Assírios. E ele, o seu filho, algumas viúvas e anciãos que sobreviveram reconstroem a cidade de Akbar. Depositou toda a sua energia nessa recriação do passado. Levantou a cidade de suas ruínas, recuperou e ampliou a biblioteca. Lembrou da lenda da cidade: o seu fundador passara por lá, dormiu no local e fincou um pau no solo, que no dia seguinte não conseguiu arrancá-lo. Marcou o local com uma pedra e descobriu um milagre – uma nascente de água – fonte da vida. As tribos foram se instalando em volta da pedra e do poço: Nascia Akbar. Estava feliz, orgulhoso de sua obra. Entendeu que as guerras são conseqüências da desobediência a Deus: Aquele povo O tinha desafiado, adorando Baal e suas divindades. Do Monte Cinco, contempla a cidade. Desce, sem olhar para trás, volta para Israel.